# América en Europa
América en Europa es una obra ensayística de crítica histórica escrita por el colombiano Germán Arciniegas en el año de 1975, sin embargo su publicación más conocida es del año de 1980 en la editorial Plaza & Janes. Este ensayo se suma a una muy larga lista de publicaciones de este autor , en las que destacan o son más conocidas: El estudiante de la mesa redonda (1932), América tierra firme (1937), Biografía del Caribe (1945), Entre la libertad y el miedo (1945) y El continente de los siete colores (1965). El ensayo de América en Europa entonces es una continuidad a un largo proceso de investigación sobre América y su influencia en el mundo occidental a partir del descubrimiento de América, sin embargo, esta publicación gira en torno a un recorrido histórico en el cual se hace una lectura de la historia a contracorriente de más 500 años para develar las influencias y aportes de América en el pensamiento Europeo.

## Aspectos generales de la obra
La obra comprende a una serie de ensayos que apuntan en múltiples referencias del pensamiento Europeo y Americano, además de numerosas referencias históricas, que abarcan diferentes periodos históricos, desde la época del descubrimiento de América hasta la Segunda Guerra Mundial, pasando por el humanismo, los movimientos independentistas en América y Europa, los comuneros, la revolución francesa, la revolución española, el romanticismo. Así, el ensayo se divide a modo de doce capítulos, y cada uno obedece a una época en particular de la historia, con lo cual, Arciniegas propone como decisivo el papel de América para el desarrollo del pensamiento europeo. De tal modo, son relevantes el descubrimiento de América y las nociones de novus mundi de Américo Vespucci,  Utopía de Tomás Moro, el humanismo, las revoluciones y el romanticismo, pues ellos dinamizan la ciencia, la filosofía y las artes que habían estado en quietud durante el Medioevo, con América nace la modernidad, por ende cobran otro sentido ver la historia desde la óptica americana, con el fin de descentrar la historia como creación netamente europea. Dice Arciniegas que América en Europa es un libro “pesando al revés”, y en efecto puede causar polémica al reflexionar sobre la influencia de América en Europa.

## Comentarios sobre la obra
En el año de 1983 el polímata venezolano Arturo Uslar se refiere a Germán Arciniegas y a su obra de América en Europa como:
“Así como la utopía es un fruto del Nuevo Mundo, el concepto político de independencia, que hoy sucede y transforma las relaciones internacionales vienen de él. Nos lo recuerda German Arciniegas, en su nuevo libro, lleno de grata y penetrante lectura, que se titula “América en Europa”. Arciniegas es uno de los más asiduos y penetrantes descubridores de nuestra América. Le ha dedicado toda su vida de amorosa comprensión y de búsqueda infinita de la esencia, de la presencia y de las inagotables maneras de manifestarse.” En el año de 1975 el intelectual argentino Gregorio weinberg escribe sobre Germán Arcieniegas y su obra América en Europa como:
“Con el acarreo y por lo menos sugestivo material el autor restituye a nuestro continente su papel protagónico en la formación de la nueva imagen del mundo y en la construcción de utopías “como formas de la protesta y de la ilusión”; Analiza el papel de América como fermento del espíritu de aventura y elaboración de tantas ideas que, como las del “buen salvaje”, llevarían poco después a sostener la revolucionaria tesis de la bondad natural del hombre.”

## Descripción de la obra
La obra de Arciniegas es catalogada en el género del ensayo y apela por una visión utópica del continente americano a partir de múltiples conexiones y perspectivas históricas para hacer otra lectura a la historia tradicional, que encierra un complejo discursivo que ha constituido un imaginario de inferioridad Americana en relación con el mundo Europeo, Arciniegas se vale de las lecturas de crónicas de indias, de las cartas referentes al descubrimiento de América, que dio origen a ciertos imaginarios como el del imago mundi o del novus mundi de Vespucci, o el imaginario de las indias oírteles descritos en las cartas de Cristóbal Colón, como también de documentos literarios, filosóficos, para ubicar a América como elemento sine qua non podría gestarse una revolución de las humanidades y las ciencias para el mundo occidental, en tal sentido, la apuesta de este trabajo investigativo gira en torno al concepto de utopía y a la visión utópica del continente Americano de Germán Arciniegas desarrolladas en el ensayo América en Europa y como ésta es una apuesta discursiva que aportar en la construcción de una historia de las ideas.